# Tony Rominger

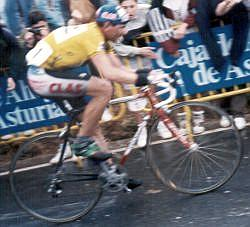
Tony Rominger a la Subida al Naranco.

Tony Rominger (Vejle, Dinamarca, 27 de març de 1961) fou un ciclista suís guanyador en 3 ocasions de la Volta ciclista a Espanya i en una del Giro d'Itàlia, entre un total de 92 victòries. Va ser professional entre 1986 i 1997. Passà a la història com un dels majors rivals que tingué Miguel Induráin, destacant especialment com a bon escalador i contrarellotgista.

## Biografia
Nascut a Dinamarca, Tony Rominger emigrà als 13 anys a Suïssa a la localitat de Zoug. Començà el ciclisme en edat força tardana, amb el que no debutaria com a professional fins al 1986, ja amb 25 anys, amb l'equip Cilo-Aufina.
L'any 1987 fitxà per l'equip italià Brianzoli, on aconsegueix la seva primera victòria en guanyar el Giro de Reggio-Calabria, així com destacades actuacions en carreres de primer nivell com la Tirrena-Adriàtica. Posteriorment, l'any 1988 fitxa pel Chateau d'Ax on, durant els tres anys que corregué per aquest equip, aconseguí diferents victòries, destacant-ne especialment 2 edicions de la Tirrena-Adriàtica i una de la Volta a Llombardia.
Rominger feu un salt de qualitat l'any 1991 al fitxar per l'equip Toshiba, amb el qual aconseguí 10 victòries, entre les quals destaca la París-Niça i explotant definitivament el 1992 amb l'equip CLAS guanyant la seva primera Volta ciclista a Espanya, així com a la Volta al País Basc i a la Volta a Llombardia i una etapa de la Volta a Catalunya.
L'any 1993 revalida la Volta ciclista a Espanya i queda segon al Tour de França, tan sols superat per Miguel Induráin, malgrat que Rominger aconseguí 3 victòries d'etapa. Posteriorment, l'any 1994, Rominger guanya l'espectacular xifra de 20 victòries, destacant-ne especialment la seva tercera Volta a Espanya consecutiva.
Durant els mesos d'octubre i novembre de 1994 batí en el velòdrom de Bordeus (França) el rècord de l'hora, en dos ocasions. La primera serví per arrabassar-se'l a Miguel Induráin per més de 800 metres i la segona per deixar definitivament la marca en més de 55 km. El rècord de Rominger durà dos anys, fins que fou novament superat per Chris Boardman.
L'any 1995, sense CLAS com a patrocinador de l'equip, que passà a ser Mapei, Rominger guanyà el prestigiós Giro d'Itàlia, això no obstant, fou el primer any d'inici d'un certa decadència del rendiment del suís, malgrat que guanyà 12 curses al llarg de l'any. Va participar als Jocs Olímpics de 1996.
Tony Rominger es retirà del ciclisme professional l'any 1997 després de finalitzar per primer cop una temporada en onze anys sense guanyar cap cursa.

## Palmarès
- 1987
  - 1r al Giro de Reggio Calàbria
- 1988
  - 1r al Giro d'Emilia
  - 1r a la Florència-Pistoia
  - Vencedor d'una etapa del Giro d'Itàlia
  - Vencedor d'una etapa del Tour del Mediterrani
  - Vencedor d'una etapa del Giro del Trentino
  - Vencedor d'una etapa del Tour de Romandia
  - Vencedor d'una prova del Trofeo dello Scalatore
- 1989
  - 1r a la Tirrena-Adriàtica
  - 1r a la Volta a Llombardia
  - 1r al Tour del Mediterrani i vencedor d'una etapa
  - 1r a la Florència-Pistoia
  - Vencedor d'una etapa del Giro de Calàbria
- 1990
  - 1r a la Tirrena-Adriàtica i vencedor d'una etapa
  - Vencedor d'una etapa del Tour del Mediterrani
  - Vencedor d'una etapa del Dauphiné Libéré
- 1991
  - 1r a la París-Niça i vencedor de 4 etapes
  - 1r al Tour de Romandia i vencedor de 2 etapes
  - 1r al Gran Premi de les Nacions
  - 1r a la Florència-Pistoia
  - 1r al Trofeu Baracchi
- 1992
  -  1r a la Volta a Espanya, vencedor de 2 etapes i de la Classificació de la combinada
  - 1r a la Volta al País Basc i vencedor de 2 etapes
  - 1r a la Volta a Llombardia
  - 1r al Trofeu Luis Ocaña
  - 1r a la Pujada al Naranco
  - 1r a la Florència-Pistoia
  - 1r al Gran Premi Telekom (amb Dominik Krieger)
  - Vencedor de 2 etapes a la París-Niça
  - Vencedor d'una etapa de la Volta a Astúries
  - Vencedor d'una etapa de la Volta a Catalunya
- 1993
  -  1r a la Volta a Espanya, vencedor de 3 etapes i 1r de la classificació per punts i del Gran Premi de la Muntanya
  - 1r a la Pujada a Urkiola
  - 1r a la Volta al País Basc i vencedor de 3 etapes
  - 1r a la Polynormande
  - Vencedor de 3 etapes al Tour de França i  1r del Gran Premi de la Muntanya
  - Vencedor d'una etapa del Critèrium Internacional
- 1994
  - 1r al Rànquing UCI
  -  1r a la Volta a Espanya i vencedor de 6 etapes
  - 1r a la París-Niça i vencedor d'una etapa
  - 1r a la Volta al País Basc i vencedor de 2 etapes
  - 1r a l'Escalada a Montjuïc
  - 1r al Gran Premi de les Nacions
  - 1r al Gran Premi Eddy Merckx
  - 1r al Gran Premi Telekom (amb Jens Lehmann)
  - 1r al Memorial Joseph Vögli
  - 1r a la Rominger Classic
- 1995
  -  1r al Giro d'Itàlia, vencedor de 4 etapes. 1r de la Classificació per punts. 1r de l'Intergiro
  - 1r al Tour de Romandia i vencedor de 3 etapes
  - 1r al Gran Premi Telekom (amb Andrea Chiurato)
  - Vencedor d'una etapa de la Volta al País Basc
  - Vencedor d'una etapa del Giro del Trentino
- 1996
  - 1r a À travers Lausanne
  - 1r a la Volta a Burgos i vencedor de 2 etapes
  - Vencedor de 2 etapes a la Volta a Espanya i del Gran Premi de la Muntanya
  -  Medalla de bronze al Campionat del món de ciclisme en contrarellotge

### Resultats al Tour de França
- 1988. 68è de la classificació general
- 1990. 57è de la classificació general
- 1993. 2n de la classificació general. Vencedor de 3 etapes.  1r del Gran Premi de la Muntanya
- 1994. Abandona (13a etapa)
- 1995. 8è de la classificació general
- 1996. 10è de la classificació general
- 1997. Abandona (3a etapa)

### Resultats a la Volta a Espanya
- 1990. 16è de la classificació general
- 1992.  1r de la classificació general. Vencedor de 2 etapes i de la Classificació de la combinada
- 1993.  1r de la classificació general.  1r de la classificació per punts.  1r del Gran Premi de la Muntanya. Vencedor de 3 etapes
- 1994.  1r de la classificació general. Vencedor de 6 etapes
- 1996. 3r de la classificació general.  1r del Gran Premi de la Muntanya. Vencedor de 2 etapes
- 1997. 38è de la classificació general

### Resultats al Giro d'Itàlia
- 1986. 97è de la classificació general
- 1987. Abandona
- 1988. 44è de la classificació general. Vencedor d'una etapa
- 1989. Abandona (14a etapa)
- 1995.  1r de la classificació general.  1r de la Classificació per punts.  1r de l'Intergiro. Vencedor de 4 etapes

## Distincions
- Bicicleta d'or. 1994
- Mendrisio d'Or. 1989 i 1994